# Michał Girdwoyń
Michał Girdwoyń herbu Jastrzębiec (ur. 20 października 1841 w Wilnie, zm. 24 grudnia 1924 w Iszlinach) – polski pszczelarz i ichtiolog. Z zawodu inżynier.

## Życiorys
Pochodził ze szlacheckiej rodziny herbu Girdwoyniów herbu Jastrzębiec. Po odbyciu nauki szkolnej w gimnazjum w Wilnie studiował w latach 1857–1863 w szkole i akademii inżynierii wojskowej w Petersburgu. W okresie 1865–1867 studiował na Wydziale Przyrodniczym warszawskiej Szkoły Głównej. Następnie w latach 1871–1872 kontynuował studia w Szkole Rolniczej, w Żabikowie pod Poznaniem, zaś w latach 1872–1874 – w Prószkowie na Śląsku, następnie w 1874 – studia przyrodnicze na Uniwersytecie Jagiellońskim w Krakowie i wreszcie w 1875 w Paryżu na Sorbonie i w Collège de France. Wynikiem tych studiów był szereg publikacji z zakresu pszczelarstwa: „Rys ustroju głównych narzędzi [sic!] ciała pszczelego” (Poznań, 1872), „Budowa ulów, narzędzia pszczolnicze i ustrój ciała pszczolego” (Żabikowo, 1872), Anatomia pszczoły (Paryż, 1875 – praca nagrodzona medalem Towarzystwa Krakowskiego i medalem zasługi na Wystawie Powszechnej w Wiedniu) i wreszcie „Anatomie et physiologie de l'abeille” wraz z atlasem (Paryż, 1878). W 1878 roku został członkiem Akademii Francuskiej.
W drugiej połowie lat 70. koncentrował swe zainteresowania na ichtiologii i rybołówstwie. I tak, w lecie 1876 roku przygotował muzeum ichtiologiczne, które – jako dział ichtiologiczny na Wystawie Rolniczej w Szawlach – zostało nagrodzone złotym medalem. Nie ograniczał się jednak do działalności naukowo-badawczej (w której dominowały badania nad gatunkami łososiowatymi), lecz w tym samym czasie wprowadzał swą wiedzę do praktyki. Zorganizował wielkie gospodarstwo rybackie w dobrach szawelskich, a zarazem prowadził studia, doświadczenia i popularyzację zasad racjonalnej gospodarki rybackiej w skali ogólnokrajowej na rozległych obszarach dawnej Rzeczypospolitej (między innymi na jeziorach Trockich, w Iwiu w Oszmiańskiem, Nieświeżu, Kluczkowicach, Złotym Potoku, Stawiszczach). Ogółem na Litwie, Ukrainie i na obszarze Królestwa zorganizował około 400 gospodarstw rybnych.
Po zawarciu małżeństwa (z Łucją Kuczewską) w 1877 roku zajmował się również organizowaniem gospodarki rybnej, a także ośrodka doświadczalnego w jej majątku Iszliny (pow. Rosienie). Wyróżnienie, w postaci wielkiego złotego medalu, przyniósł mu dział ichtiologiczny, który urządził na wystawie rolniczo-przemysłowej w Warszawie w 1885 roku (prezentacja gatunków słodkowodnych, a także mórz: Bałtyckiego i Czarnego).

## Rodzina
Jego rodzicami byli: Michał i Julia z Palczewskich, córka oficera kościuszkowskiego. Był rodzonym bratem Kazimierza (1843–1926) i stryjecznym Aleksandra (1852–1922). Miał synów: Michała, z zawodu pomologa (czynny w Warszawie) i Jana, z zawodu lekarza (praktykował w Kowieńskiem).

## Publikacje
- Rys ustroju głównych narzędzi ciała pszczelego, Poznań, 1872;
- Budowa ulów, narzędzia pszczolnicze i ustrój ciała pszczolego, Żabikowo, 1872;
- Anatomia pszczoły, Paryż, 1875;
- Patologia ryb, Warszawa, 1877;
- Anatomie et physiologie de l'abeille wraz z atlasem, Paryż, 1878;
- Nieco o przyrodzie łososia pospolitego, Warszawa, 1878;
- Pasthologie des poissons, 1880;
- O hodowli ryb i przyrządzie wylęgowym własnego pomysłu, Warszawa, 1881;
- Krankheiten und Missbildungen des Salmonoiden, 1881;
- Łodzie rybackie dla naszych jezior i stawów [w:] „Inzynieria i Budownictwo”, 1881;
- Pasożyty ryb naszych, Warszawa 1883.